# Unione Calcio Sampdoria 2013-2014
Questa voce raccoglie le informazioni riguardanti l'Unione Calcio Sampdoria nelle competizioni ufficiali della stagione 2013-2014.

## Stagione
Nel campionato 2013-14 la Sampdoria comincia con risultati altalenanti, tra cui le sconfitte all'esordio con la Juventus, nella stracittadina e contro il Milan con tre punti racimolati nelle prime sette giornate, frutto di tre pareggi. La prima vittoria arriva all'8ª giornata, espugnando il Livorno per 2-1, seguita da un'altra in casa contro l'Atalanta per 1-0 che la fa allontanare dalla zona rossa. Purtroppo, questi due successi si riveleranno un miraggio poiché la Sampdoria perde tre partite di fila, tra cui quella clamorosa contro la neopromossa Sassuolo per 3-4- facendola ritornare in piena zona retrocessione. La terza sconfitta consecutiva a Firenze e la classifica deficitaria portano all'esonero di Rossi nel mese di novembre: insieme al tecnico, viene licenziato anche il suo staff. Con l'arrivo di Mihajlovic (che già da calciatore difese i colori doriani) la squadra ligure conosce una risalita. Infatti, dopo aver ottenuto 12 punti in sette gare, la Sampdoria si ritrova dodicesima al giro di boa. Nel girone di ritorno, i blucerchiati centrano vittorie importanti nel derby, contro il Torino in trasferta (2-0) e contro il Verona (5-0), ritrovandosi alla 30ª giornata a soli sette punti da un posto in Europa League e agguantando la salvezza due giornate dopo con cinque giornate di anticipo malgrado la sconfitta casalinga contro l'Inter (0-4). La sconfitta contro i nerazzurri, in concomitanza con altre sconfitte subite contro Lazio e Catania, fa sì che la Sampdoria non giocherà una Coppa europea la prossima stagione. Conclude la stagione con 45 punti ottenuti e la 12ª posizione in classifica.

## Divise e sponsor
Lo sponsor tecnico per la stagione 2013-2014 è Kappa, lo sponsor ufficiale rimane Gamenet.
La Kappa, al decimo anno consecutivo di sponsorizzazione, presenta una maglia basata sul modello Kombat 2013; sulla prima divisa torna il colletto, che mancava dalla stagione 2003-2004, mentre la fascia blucerchiata e lo sponsor vengono nuovamente invertiti, caratteristiche che richiamano i modelli degli anni 1990 e i primi anni 2000. Lo stemma si trova nuovamente sul petto ma più in alto del solito, quasi sulla clavicola. La maglia da trasferta e la terza maglia, rispettivamente bianca e nera, presentano ancora una volta la fascia orizzontale più in basso dello sponsor come nella prima maglia, ma rispetto a quest'ultima non presentano il colletto. La maglia da portiere è di nuovo grigia ma presenta la fascia blucerchiata, diversamente dalla stagione precedente.
| Casa | Trasferta | Terza Divisa |

## Organigramma societario
Consiglio di Amministrazione
- Presidente: Edoardo Garrone
- Vice presidente: Monica Mondini, Fabrizio Parodi, Stefano Remondini (dal 13 dicembre 2013)
- Consiglieri: Enrico Cisnetto, Vittorio Garrone, Paolo Lanzoni, Emanuele Repetto, Giorgio Vignolo, Stefano Remondini (fino al 13 dicembre 2013)

Direzione Aziendale
- Amministratore Delegato: Rinaldo Sagramola (fino al 10 marzo 2014), poi Stefano Remondini
- Direttore Generale: Rinaldo Sagramola (fino al 10 marzo 2014)

Area organizzativa
- Segretario Generale: Massimo Cosentino
- Area Segreteria: Federico Valdambrini
- Team manager: Giorgio Ajazzone

Area Amministrativa
- Direttore Amministrativo: Filippo Spitaleri

Area comunicazione
- Direttore Comunicazione: Alberto Marangon
- Addetto Stampa e New Media: Matteo Gamba
- Ufficio Stampa: Federico Berlingheri

Area marketing
- Direttore Marketing: Marco Caroli.
- Ufficio marketing: Angelo Catanzano, Giuseppe Croce, Christian Monti

Area tecnica
- Direttore sportivo: Carlo Osti
- Collaboratore Area Tecnica: Giuseppe Pavone
- Responsabile Osservatori: Mattia Baldini
- Responsabile Tecnico Settore Giovanile: Giovanni Invernizzi
- Scouting, Selezione e Metodologia Settore Giovanile: Angelo Massola
- Segretario Settore Giovanile: Alessandro Terzi

Staff tecnico
- Allenatore: Delio Rossi (fino all'11 novembre 2013), poi Siniša Mihajlović
- Allenatore in seconda: Fedele Limone (fino all'11 novembre 2013), poi Nenad Sakić
- Collaboratore tecnico: Emilio De Leo (dal 20 novembre)
- Preparatore atletico: Valter Vio e Massimo Catalano (fino all'11 novembre 2013), poi Antonio Bovenzi
- Recupero Infortuni: Massimo Catalano (dal 20 novembre 2013)
- Preparatore dei portieri: Andrea Sardini

Area sanitaria
- Responsabile Medico: Dott. Amedeo Baldari
- Medici sociali: Prof. Claudio Mazzola, Dott. Gian Edilio Solimei
- Massaggiatori e Fisioterapisti: Roberto Cappannelli, Mauro Doimi, Giacomo Gazzari, Maurizio Lo Biundo

## Rosa
| N. |                      | Ruolo | Calciatore        |
| -- | -------------------- | ----- | ----------------- |
| 1  | Brasile (bandiera)   | P     | Angelo Da Costa   |
| 3  | Italia (bandiera)    | D     | Andrea Costa      |
| 4  | Polonia (bandiera)   | D     | Bartosz Salamon   |
| 5  | Brasile (bandiera)   | C     | Renan             |
| 6  | Argentina (bandiera) | C     | Matías Rodríguez  |
| 7  | Italia (bandiera)    | D     | Paolo Castellini  |
| 7  | Argentina (bandiera) | A     | Maxi López        |
| 8  | Germania (bandiera)  | D     | Shkodran Mustafi  |
| 9  | Italia (bandiera)    | A     | Nicola Pozzi      |
| 9  | Italia (bandiera)    | A     | Stefano Okaka     |
| 10 | Serbia (bandiera)    | C     | Nenad Krstičić    |
| 11 | Italia (bandiera)    | A     | Manolo Gabbiadini |
| 12 | Italia (bandiera)    | A     | Gianluca Sansone  |
| 13 | Svizzera (bandiera)  | D     | Gaetano Berardi   |
| 14 | Spagna (bandiera)    | C     | Pedro Obiang      |
| 15 | Polonia (bandiera)   | C     | Paweł Wszołek     |
| 17 | Italia (bandiera)    | D     | Angelo Palombo    |
| 19 | Italia (bandiera)    | D     | Vasco Regini      |
| 20 | Italia (bandiera)    | C     | Antonino Barillà  |
| 21 | Italia (bandiera)    | C     | Roberto Soriano   |

| N. |                      | Ruolo | Calciatore                     |
| -- | -------------------- | ----- | ------------------------------ |
| 22 | Islanda (bandiera)   | C     | Birkir Bjarnason               |
| 23 | Brasile (bandiera)   | A     | Éder                           |
| 25 | Italia (bandiera)    | C     | Enzo Maresca                   |
| 27 | Italia (bandiera)    | C     | Mirko Eramo                    |
| 28 | Italia (bandiera)    | D     | Daniele Gastaldello (capitano) |
| 29 | Italia (bandiera)    | C     | Lorenzo De Silvestri           |
| 30 | Italia (bandiera)    | P     | Vincenzo Fiorillo              |
| 31 | Italia (bandiera)    | C     | Mattia Lombardo                |
| 32 | Italia (bandiera)    | D     | Simone Dejori                  |
| 33 | Grecia (bandiera)    | C     | Savvas Gentsoglou              |
| 33 | Italia (bandiera)    | A     | Edoardo Oneto                  |
| 34 | Italia (bandiera)    | C     | Giovanni Fenati                |
| 35 | Danimarca (bandiera) | D     | Simon Poulsen                  |
| 35 | Italia (bandiera)    | A     | Andrea Corsini                 |
| 37 | Italia (bandiera)    | A     | Andrea Petagna                 |
| 44 | Italia (bandiera)    | D     | Michele Fornasier              |
| 77 | Italia (bandiera)    | C     | Alessio Sestu                  |
| 79 | Italia (bandiera)    | C     | Davide Gavazzi                 |
| 95 | Italia (bandiera)    | P     | Wladimiro Falcone              |

## Calciomercato

### Sessione estiva(dal 1/7 al 2/9)
La campagna acquisti della Sampdoria vede gli arrivi di: Fornasier, Wszołek, De Vitis, Salamon, Bjarnason, Gabbiadini, Barillà e Petagna. Dai rispettivi prestiti tornano Fiorillo, Tozzo, Regini, Gentsoglou e Pozzi che si aggregano alla rosa. Inoltre, la società riscatta gli interi cartellini di Rossini, Eramo, Sansone e Testardi; rinnovando il prestito di De Silvestri per un'altra stagione.
Non vengono confermati invece Estigarribia e Maxi López. Vengono ceduti a titolo di compartecipazione Cacciatore, Rossini, Signori, Poli e Icardi e a titolo definitivo Munari e Zaza. Vengono invece dati in prestito Romero, Celjak, Laczkó, Volta, De Vitis, Juan Antonio, Maccarone, Piovaccari e Testardi. Non essendo riusciti a trovare una sistemazione nel calciomercato estivo Maresca e Poulsen rimangono inizialmente fuori rosa per poi essere reintegrati.
| Acquisti | Acquisti              | Acquisti         | Acquisti          |
| R.       | Nome                  | da               | Modalità          |
| -------- | --------------------- | ---------------- | ----------------- |
| D        | Michele Fornasier     | Manchester Utd   | svincolato        |
| C        | Paweł Wszołek         | Polonia Varsavia | svincolato        |
| C        | Alessandro De Vitis   | Parma            | definitivo        |
| D        | Jonathan Rossini      | Udinese          | riscatto          |
| C        | Mirko Eramo           | Crotone          | riscatto          |
| A        | Gianluca Sansone      | Sassuolo         | riscatto          |
| A        | Emanuele Testardi     | Südtirol         | riscatto          |
| P        | Vincenzo Fiorillo     | Livorno          | fine prestito     |
| P        | Andrea Tozzo          | Portogruaro      | fine prestito     |
| D        | Vedran Celjak         | Grosseto         | fine prestito     |
| D        | Zsolt Laczkó          | Vicenza          | fine prestito     |
| D        | Vasco Regini          | Empoli           | fine prestito     |
| C        | Savvas Gentsoglou     | Livorno          | fine prestito     |
| C        | Alessandro Martinelli | Portogruaro      | fine prestito     |
| C        | Luca Rizzo            | Pisa             | fine prestito     |
| C        | Gianluca Sampietro    | Portogruaro      | fine prestito     |
| A        | Juan Antonio          | Varese           | fine prestito     |
| A        | Federico Piovaccari   | Grosseto         | fine prestito     |
| A        | Nicola Pozzi          | Siena            | fine prestito     |
| A        | Simone Zaza           | Ascoli           | fine prestito     |
| D        | Bartosz Salamon       | Milan            | compartecipazione |
| C        | Birkir Bjarnason      | Pescara          | compartecipazione |
| A        | Manolo Gabbiadini     | Juventus         | compartecipazione |
| C        | Antonino Barillà      | Reggina          | prestito          |
| C        | Lorenzo De Silvestri  | Fiorentina       | prestito          |
| A        | Andrea Petagna        | Milan            | prestito          |

| Cessioni | Cessioni              | Cessioni        | Cessioni          |
| R.       | Nome                  | a               | Modalità          |
| -------- | --------------------- | --------------- | ----------------- |
| P        | Tommaso Berni         |                 | svincolato        |
| C        | Gianni Munari         | Parma           | definitivo        |
| A        | Simone Zaza           | Juventus        | definitivo        |
| C        | Marcelo Estigarribia  | Dep. Maldonado  | fine prestito     |
| A        | Maxi López            | Catania         | fine prestito     |
| D        | Fabrizio Cacciatore   | Verona          | compartecipazione |
| D        | Jonathan Rossini      | Sassuolo        | compartecipazione |
| C        | Andrea Poli           | Milan           | compartecipazione |
| C        | Francesco Signori     | Modena          | compartecipazione |
| A        | Mauro Icardi          | Inter           | compartecipazione |
| P        | Sergio Romero         | Monaco          | prestito          |
| D        | Vedran Celjak         | Padova          | prestito          |
| D        | Zsolt Laczkó          | Padova          | prestito          |
| D        | Massimo Volta         | Cesena          | prestito          |
| C        | Alessandro De Vitis   | Carpi           | prestito          |
| C        | Alessandro Martinelli | Venezia         | prestito          |
| C        | Luca Rizzo            | Modena          | prestito          |
| C        | Gianluca Sampietro    | Pisa            | prestito          |
| A        | Juan Antonio          | Brescia         | prestito          |
| A        | Massimo Maccarone     | Empoli          | prestito          |
| A        | Federico Piovaccari   | Steaua Bucarest | prestito          |
| A        | Andelko Savic         | Sheffield Weds  | prestito          |
| A        | Emanuele Testardi     | Honvéd          | prestito          |

### Sessione invernale(dal 3/1 al 31/1)
Il mercato di riparazione invernale vede gli acquisti di: Stefano Okaka, Maxi López e Alessio Sestu (gli ultimi due in prestito). Inoltre la Samp acquista la comproprietà dei cartellini di Francesco Fedato e Stefano Beltrame.
In uscita si registrano le partenze di: Poulsen, Castellini, Maresca, Pozzi, Barillà e Petagna (questi ultimi due per fine prestito). Vengono invece ceduti a titolo temporaneo Eramo, Gavazzi, Gentsoglou, Fedato, Celjak, Beltrame e Tozzo. Inoltre la Samp cede anche la metà del cartellino di Fiorillo che comunque rimane ai blucerchiati fino al termine della stagione.
| Acquisti | Acquisti          | Acquisti | Acquisti          |
| R.       | Nome              | da       | Modalità          |
| -------- | ----------------- | -------- | ----------------- |
| A        | Stefano Okaka     | Parma    | definitivo        |
| D        | Vedran Celjak     | Padova   | fine prestito     |
| D        | Zsolt Laczkó      | Padova   | fine prestito     |
| A        | Stefano Beltrame  | Juventus | compartecipazione |
| A        | Francesco Fedato  | Catania  | compartecipazione |
| P        | Vincenzo Fiorillo | Juventus | prestito          |
| A        | Maxi López        | Catania  | prestito          |
| C        | Alessio Sestu     | Chievo   | prestito          |

| Cessioni | Cessioni          | Cessioni    | Cessioni          |
| R.       | Nome              | a           | Modalità          |
| -------- | ----------------- | ----------- | ----------------- |
| D        | Simon Poulsen     |             | svincolato        |
| D        | Paolo Castellini  | Livorno     | definitivo        |
| D        | Zsolt Laczkó      | Ferencváros | definitivo        |
| C        | Enzo Maresca      | Palermo     | definitivo        |
| A        | Nicola Pozzi      | Parma       | definitivo        |
| C        | Antonino Barillà  | Reggina     | fine prestito     |
| A        | Andrea Petagna    | Milan       | fine prestito     |
| P        | Vincenzo Fiorillo | Juventus    | compartecipazione |
| D        | Vedran Celjak     | Benevento   | prestito          |
| C        | Mirko Eramo       | Empoli      | prestito          |
| A        | Stefano Beltrame  | Bari        | prestito          |
| A        | Francesco Fedato  | Catania     | prestito          |
| C        | Davide Gavazzi    | Ternana     | prestito          |
| C        | Savvas Gentsoglou | Spezia      | prestito          |
| P        | Andrea Tozzo      | Latina      | prestito          |

## Risultati

### Serie A

#### Girone di andata
| Arbitro: | Banti (Livorno) |

|  |           |           |
|  | Marcatori | 58’ Tevez |

| Arbitro: | Tommasi (Bassano del Grappa) |

|                          |           |                         |
| Moscardelli 41’ Kone 64’ | Marcatori | 25’ Éder 71’ Gabbiadini |

| Arbitro: | Rizzoli (Bologna) |

|  |           |                                 |
|  | Marcatori | 9’ Antonini 50’ Calaiò 66’ Lodi |

| Arbitro: | Di Bello (Brindisi) |

|                       |           |                                   |
| Ekdal 26’ Conti 90+1’ | Marcatori | 89’ Gabbiadini 90+3’ De Silvestri |

| Arbitro: | Calvarese (Teramo) |

|  |           |                          |
|  | Marcatori | 65’ Benatia 88’ Gervinho |

| Arbitro: | Peruzzo (Schio) |

|           |           |  |
| Birsa 46’ | Marcatori |  |

| Arbitro: | Gervasoni (Mantova) |

|                               |           |                               |
| Sansone 41’ Éder 90+3’ (rig.) | Marcatori | 66’ Immobile 76’ (rig.) Cerci |

| Arbitro: | Celi (Bari) |

|                 |           |                                    |
| Siligardi 90+2’ | Marcatori | 19’ (rig.) Éder 90+6’ (rig.) Pozzi |

| Arbitro: | Irrati (Pistoia) |

|             |           |  |
| Mustafi 56’ | Marcatori |  |

| Arbitro: | Giacomelli (Trieste) |

|                    |           |  |
| Gómez 51’ Toni 78’ | Marcatori |  |

| Arbitro: | Tagliavento (Terni) |

|                                     |           |                                                      |
| Pozzi 19’ Éder 65’ De Silvestri 81’ | Marcatori | 49’, 52’ (rig.), 88’ (rig.) Berardi 63’ Floro Flores |

| Arbitro: | Damato (Barletta) |

|                       |           |                |
| Rossi 11’ (rig.), 17’ | Marcatori | 74’ Gabbiadini |

| Arbitro: | Orsato (Schio) |

|             |           |            |
| Soriano 67’ | Marcatori | 90+4’ Cana |

| Arbitro: | Russo (Nola) |

|            |           |           |
| Guarin 18’ | Marcatori | 89’ Renan |

| Arbitro: | Celi (Bari) |

|                         |           |  |
| Éder 54’ Gabbiadini 77’ | Marcatori |  |

| Arbitro: | Rizzoli (Bologna) |

|  |           |          |
|  | Marcatori | 16’ Éder |

| Arbitro: | Di Bello (Brindisi) |

|          |           |               |
| Éder 44’ | Marcatori | 64’ Lucarelli |

| Arbitro: | Banti (Livorno) |

|                  |           |  |
| Mertens 53’, 62’ | Marcatori |  |

| Arbitro: | Mazzoleni (Bergamo) |

|                                      |           |  |
| Éder 16’ (rig.), 47’ Gastaldello 87’ | Marcatori |  |

#### Girone di ritorno
| Arbitro: | Gervasoni (Mantova) |

|                                              |           |                                    |
| Vidal 18’, 41’ (rig.) Llorente 24’ Pogba 78’ | Marcatori | 38’ (aut.) Barzagli 69’ Gabbiadini |

| Arbitro: | Guida (Torre Annunziata) |

|                |           |                     |
| Gabbiadini 62’ | Marcatori | 90’ (rig.) Diamanti |

| Arbitro: | Valeri (Roma) |

|  |           |          |
|  | Marcatori | 24’ Maxi |

| Arbitro: | Roca (Foggia) |

|                 |           |  |
| Gastaldello 11’ | Marcatori |  |

| Arbitro: | Celi (Bari) |

|                            |           |  |
| Destro 44’, 57’ Pjanic 53’ | Marcatori |  |

| Arbitro: | Doveri (Roma) |

|  |           |                      |
|  | Marcatori | 12’ Taarabt 58’ Rami |

| Arbitro: | Damato (Barletta) |

|  |           |                         |
|  | Marcatori | 7’ Okaka 79’ Gabbiadini |

| Arbitro: | Giacomelli (Trieste) |

|                                                             |           |                |
| Krstičić 49’ Ceccherini 53’ (aut.) Okaka 68’ Gabbiadini 75’ | Marcatori | 19’, 27’ Mbaye |

| Arbitro: | Cervellera (Taranto) |

|                                       |           |  |
| Carmona 36’ Bonaventura 42’ Denis 55’ | Marcatori |  |

| Arbitro: | Calvarese (Teramo) |

|                                                   |           |  |
| Sansone 4’ Renan 23’ Soriano 38’, 48’ Palombo 58’ | Marcatori |  |

| Arbitro: | Irrati (Pistoia) |

|            |           |                      |
| Longhi 16’ | Marcatori | 1’ Sansone 66’ Okaka |

| Genova 30 marzo 2014, ore 15:00 UTC+1 31ª giornata | Sampdoria    | 0 – 0 referto | Fiorentina | Stadio Luigi Ferraris (21.695 spett.)\| Arbitro: \| Russo (Nola) \| |
| Arbitro:                                           | Russo (Nola) |               |            |                                                                     |

| Arbitro: | Calvarese (Teramo) |

|                        |           |  |
| Candreva 42’ Lulić 73’ | Marcatori |  |

| Arbitro: | Valeri (Roma) |

|  |           |                                        |
|  | Marcatori | 13’, 63’ Icardi 60’ Samuel 79’ Palacio |

| Arbitro: | Tommasi (Bassano del Grappa) |

|                        |           |           |
| Leto 45’ Bergessio 63’ | Marcatori | 60’ Okaka |

| Arbitro: | Orsato (Schio) |

|                        |           |                    |
| Éder 81’ Soriano 90+3’ | Marcatori | 66’ (rig.) Théréau |

| Arbitro: | Giacomelli (Trieste) |

|                          |           |  |
| Cassano 8’ Schelotto 90’ | Marcatori |  |

| Arbitro: | Chiffi (Padova) |

|                      |           |                                                                   |
| Éder 30’ Wszołek 88’ | Marcatori | 19’ Zapata 27’ Insigne 32’ Callejón 47’ Hamšík 61’ (aut.) Mustafi |

| Arbitro: | Saia (Palermo) |

|                         |           |                                |
| Di Natale 26’, 32’, 88’ | Marcatori | 10’ Okaka 53’ Éder 55’ Soriano |

### Coppa Italia

#### Turni preliminari
| Arbitro: | Gervasoni (Mantova) |

|                     |           |  |
| Gabbiadini 71’, 81’ | Marcatori |  |

| Arbitro: | Nasca (Bari) |

|                                                  |           |           |
| Sansone 15’ Bjarnason 20’ Krstičić 82’ Renan 88’ | Marcatori | 64’ Longo |

#### Fase finale
| Arbitro: | Tommasi (Bassano del Grappa) |

|              |           |  |
| Torosidis 6’ | Marcatori |  |

## Statistiche
Statistiche aggiornate al 17 maggio 2014

### Statistiche di squadra
| Competizione | Punti | In casa | In casa | In casa | In casa | In casa | In casa | In trasferta | In trasferta | In trasferta | In trasferta | In trasferta | In trasferta | Totale | Totale | Totale | Totale | Totale | Totale | DR  |
| Competizione | Punti | G       | V       | N       | P       | Gf      | Gs      | G            | V            | N            | P            | Gf           | Gs           | G      | V      | N      | P      | Gf     | Gs     | DR  |
| ------------ | ----- | ------- | ------- | ------- | ------- | ------- | ------- | ------------ | ------------ | ------------ | ------------ | ------------ | ------------ | ------ | ------ | ------ | ------ | ------ | ------ | --- |
| Serie A      | 45    | 19      | 7       | 5       | 7       | 28      | 29      | 19           | 5            | 4            | 10           | 20           | 33           | 38     | 12     | 9      | 17     | 48     | 62     | -14 |
| Coppa Italia | -     | 2       | 2       | 0       | 0       | 6       | 1       | 1            | 0            | 0            | 1            | 0            | 1            | 3      | 2      | 0      | 1      | 6      | 2      | +4  |
| Totale       | -     | 21      | 9       | 5       | 7       | 34      | 30      | 20           | 5            | 4            | 11           | 20           | 34           | 41     | 14     | 9      | 18     | 54     | 64     | -10 |

### Andamento in campionato
| Giornata  | 1  | 2  | 3  | 4  | 5  | 6  | 7  | 8  | 9  | 10 | 11 | 12 | 13 | 14 | 15 | 16 | 17 | 18 | 19 | 20 | 21 | 22 | 23 | 24 | 25 | 26 | 27 | 28 | 29 | 30 | 31 | 32 | 33 | 34 | 35 | 36 | 37 | 38 |
| --------- | -- | -- | -- | -- | -- | -- | -- | -- | -- | -- | -- | -- | -- | -- | -- | -- | -- | -- | -- | -- | -- | -- | -- | -- | -- | -- | -- | -- | -- | -- | -- | -- | -- | -- | -- | -- | -- | -- |
| Luogo     | C  | T  | C  | T  | C  | T  | C  | T  | C  | T  | C  | T  | C  | T  | C  | T  | C  | T  | C  | T  | C  | T  | C  | T  | C  | T  | C  | T  | C  | T  | C  | T  | C  | T  | C  | T  | C  | T  |
| Risultato | P  | N  | P  | N  | P  | P  | N  | V  | V  | P  | P  | P  | N  | N  | V  | V  | N  | P  | V  | P  | N  | V  | V  | P  | P  | V  | V  | P  | V  | V  | N  | P  | P  | P  | V  | P  | P  | N  |
| Posizione | 16 | 14 | 17 | 17 | 18 | 19 | 18 | 16 | 14 | 16 | 17 | 18 | 18 | 19 | 16 | 14 | 14 | 14 | 12 | 13 | 13 | 13 | 12 | 12 | 12 | 12 | 12 | 13 | 11 | 9  | 12 | 12 | 12 | 12 | 12 | 12 | 12 | 12 |

Fonte:  Serie A – Classifiche, su sport.sky.it, Sky Sport. URL consultato il 7 settembre 2013 (archiviato dall'url originale l'11 settembre 2014).
Legenda:

Luogo: C = Casa; T = Trasferta. Risultato: V = Vittoria; N = Pareggio; P = Sconfitta.

### Statistiche dei giocatori
| Giocatore       | Serie A  | Serie A | Serie A     | Serie A    | Coppa Italia | Coppa Italia | Coppa Italia | Coppa Italia | Totale   | Totale | Totale      | Totale     |
| Giocatore       | Presenze | Reti    | Ammonizioni | Espulsioni | Presenze     | Reti         | Ammonizioni  | Espulsioni   | Presenze | Reti   | Ammonizioni | Espulsioni |
| --------------- | -------- | ------- | ----------- | ---------- | ------------ | ------------ | ------------ | ------------ | -------- | ------ | ----------- | ---------- |
| A. Barillà      | 3        | 0       | 0           | 1          | 0            | 0            | 0            | 0            | 3        | 0      | 0           | 1          |
| G. Berardi      | 5        | 0       | 2           | 0          | 0            | 0            | 0            | 0            | 5        | 0      | 2           | 0          |
| B. Bjarnason    | 14       | 0       | 1           | 0          | 2            | 1            | 0            | 0            | 16       | 1      | 1           | 0          |
| P. Castellini   | 1        | 0       | 0           | 1          | 2            | 0            | 0            | 0            | 3        | 0      | 0           | 1          |
| A. Costa        | 20       | 0       | 10          | 1          | 1            | 0            | 0            | 0            | 21       | 0      | 10          | 1          |
| A. da Costa     | 33       | -49     | 1           | 0          | 1            | -0           | 0            | 0            | 34       | -49    | 1           | 0          |
| L. De Silvestri | 35       | 2       | 7           | 0          | 1            | 0            | 0            | 0            | 36       | 2      | 7           | 0          |
| Éder            | 33       | 12      | 7           | 1          | 1            | 0            | 1            | 0            | 34       | 12     | 8           | 1          |
| M. Eramo        | 1        | 0       | 1           | 0          | 2            | 0            | 0            | 0            | 3        | 0      | 1           | 0          |
| W. Falcone      | 0        | -0      | 0           | 0          | 0            | -0           | 0            | 0            | 0        | -0     | 0           | 0          |
| V. Fiorillo     | 5        | -13     | 0           | 0          | 2            | -2           | 0            | 0            | 7        | -15    | 0           | 0          |
| M. Fornasier    | 10       | 0       | 0           | 0          | 2            | 0            | 0            | 0            | 12       | 0      | 0           | 0          |
| M. Gabbiadini   | 34       | 8       | 6           | 0          | 1            | 2            | 0            | 0            | 35       | 10     | 6           | 0          |
| D. Gastaldello  | 32       | 2       | 8           | 1          | 0            | 0            | 0            | 0            | 32       | 2      | 8           | 1          |
| D. Gavazzi      | 7        | 0       | 1           | 0          | 1            | 0            | 0            | 0            | 8        | 0      | 1           | 0          |
| S. Gentsoglou   | 5        | 0       | 1           | 0          | 1            | 0            | 0            | 0            | 6        | 0      | 1           | 0          |
| N. Krstičić     | 32       | 1       | 9           | 1          | 2            | 1            | 0            | 0            | 34       | 2      | 9           | 1          |
| M. Lombardo     | 1        | 0       | 0           | 0          | 0            | 0            | 0            | 0            | 1        | 0      | 0           | 0          |
| E. Maresca      | 1        | 0       | 0           | 0          | 2            | 0            | 0            | 0            | 3        | 0      | 0           | 0          |
| L. Maxi         | 11       | 1       | 0           | 1          | 0            | 0            | 0            | 0            | 11       | 1      | 0           | 1          |
| S. Mustafi      | 33       | 1       | 8           | 1          | 2            | 0            | 0            | 0            | 35       | 1      | 8           | 1          |
| P. Obiang       | 27       | 0       | 7           | 0          | 2            | 0            | 1            | 0            | 29       | 0      | 8           | 0          |
| S. Okaka        | 13       | 5       | 4           | 0          | 0            | 0            | 0            | 0            | 13       | 5      | 4           | 0          |
| A. Palombo      | 32       | 1       | 4           | 0          | 1            | 0            | 0            | 0            | 33       | 1      | 4           | 0          |
| A. Petagna      | 3        | 0       | 1           | 0          | 2            | 0            | 0            | 0            | 5        | 0      | 1           | 0          |
| S. Poulsen      | 0        | 0       | 0           | 0          | 1            | 0            | 0            | 0            | 1        | 0      | 0           | 0          |
| N. Pozzi        | 14       | 2       | 3           | 0          | 1            | 0            | 0            | 0            | 15       | 2      | 3           | 0          |
| V. Regini       | 29       | 0       | 6           | 1          | 2            | 0            | 0            | 0            | 31       | 0      | 6           | 1          |
| Renan           | 18       | 2       | 1           | 0          | 2            | 1            | 0            | 0            | 20       | 3      | 1           | 0          |
| M. Rodríguez    | 2        | 0       | 0           | 0          | 2            | 0            | 2            | 0            | 4        | 0      | 2           | 0          |
| B. Salamon      | 2        | 0       | 0           | 0          | 1            | 0            | 0            | 0            | 3        | 0      | 0           | 0          |
| G. Sansone      | 24       | 3       | 2           | 0          | 3            | 1            | 0            | 0            | 27       | 4      | 2           | 0          |
| A. Sestu        | 2        | 0       | 0           | 0          | 0            | 0            | 0            | 0            | 2        | 0      | 0           | 0          |
| R. Soriano      | 29       | 5       | 4           | 1          | 0            | 0            | 0            | 0            | 29       | 5      | 4           | 1          |
| A. Tozzo        | 0        | -0      | 0           | 0          | 0            | -0           | 0            | 0            | 0        | -0     | 0           | 0          |
| P. Wszołek      | 19       | 1       | 3           | 0          | 2            | 0            | 1            | 0            | 21       | 1      | 4           | 0          |